# Bleach: The Blade of Fate
Bleach: The Blade of Fate, conhecido no Japão como Bleach DS Sōten ni Kakeru Unmei (ＢＬＥＡＣＨ　ＤＳ　蒼天に駆ける運命), é um jogo eletrônico de videogame, desenvolvido pela Treasure Co. Ltd. para o Nintendo DS, baseado no mangá e anime Bleach, criado por Tite Kubo.

## Personagens
O jogo permite controlar os seguintes personagens:
- Kaname Tosen
- Shunshui Kyoraku
- Yasutora "Chad" Sado
- Ichigo Kurosaki
- Renji Abarai
- Kenpachi Zaraki
- Ganju Shiba
- Gin ichimaru
- Tōshirō Hitsugaya
- Momo Hinamori
- Byakuya Kuchiki
- Orihime Inoue
- Uryū Ishida
- Mayuri Kurotsuchi

No jogo lançado para DS o modo history mode conta a história e permite controlar apenas Ichigo Kurosaki.
Além disso,o jogo também permite que se jogue o story mode com outros personagens (exceto Hollow Ichigo).